# Soungalo Diakité
Soungalo Diakité (ur. 10 sierpnia 1985) – malijski piłkarz grający na pozycji napastnika. W swojej karierze rozegrał 7 meczów i strzelił 2 gole w reprezentacji Mali.

## Kariera klubowa
Swoją karierę piłkarską Diakité rozpoczął w klubie AS Real Bamako. W sezonie 1998/1999 zadebiutował w jego barwach w pierwszej lidze malijskiej. W 2000 roku odszedł do Stade Malien, z którym wywalczył dwa mistrzostwa Mali w sezonach 2000/2001 i 2002 oraz zdobył Puchar Mali w 2001 roku. Jesienią 2002 grał w tunezyjskim Club Africain, a w 2003 został zawodnikiem Djoliba AC. W sezonie 2002/2003 został wicemistrzem i zdobywcą krajowego pucharu, a w sezonie 2004 sięgnął po dublet - mistrzostwo i puchar kraju. W latach 2005–2006 ponownie grał w Stade Malien, z którym został mistrzem Mali w sezonach 2005 i 2005/2006 oraz zdobył Puchar Mali w 2006 roku. Następnie grał w burkińskim ASFA Yennenga (2007), rodzimym Jeanne d’Arc FC (2007-2009), burkińskim AS SONABEL (2009-2011) oraz marokańskim Difaâ El Jadida (2011-2012). W 2012 wrócił do Stade Malien, z którym dwukrotnie wywalczył mistrzostwo kraju w sezonach 2012/2013 i 2013/104 oraz puchar kraju w 2013. W sezonie 2014/2015 grał w ASFA Yennenga, a w sezonie 2015/2016 w ASF Bobo-Dioulasso, z którym zakończył karierę.

## Kariera reprezentacyjna
W reprezentacji Mali Diakité zadebiutował 18 marcz 2001 w przegranym 0:2 towarzyskim meczu z Gabonem, rozegranym w Libreville. Od 2001 do 2002 wystąpił w kadrze narodowej 7 razy i strzelił 2 gole.